# Uropoda pulverea
Uropoda pulverea es una especie de arácnido del orden Mesostigmata de la familia Uropodidae.

## Distribución geográfica
Se encuentra en Japón.